# Praestigia kulczynskii
Praestigia kulczynskii là một loài nhện trong họ Linyphiidae.
Loài này thuộc chi Praestigia. Praestigia kulczynskii được Kirill Yuryevich Eskov miêu tả năm 1979.